# Aleksandra Liniarska
Aleksandra Liniarska (ur. 12 grudnia 1981 roku w Poznaniu) — polska siatkarka grająca na pozycji środkowej.

## Sukcesy

### Krajowe
- srebrny medal Mistrzostw Polski — sezon 2004/05
- Puchar Polski — sezon 2004/05
- Superpuchar Polski — sezon 2005/06
- 4-te miejsce (3 krotnie) w ekstraklasie kobiet — sezony 2005/06, 2006/07, 2010/2011
- mistrzostwo Polski juniorek
- brązowy medal Mistrzostw Polski - sezon 2009/2010
- Puchar Polski — sezon 2011/12
- brązowy medal Mistrzostw Polski - sezon 2011/2012
- Superpuchar Polski — sezon 2012/2013
- Puchar Polski — sezon 2012/13
- srebrny medal Mistrzostw Polski w sezonie 2012/2013
- Superpuchar Polski — sezon 2013/2014

### Międzynarodowe
- złoty medal z reprezentacją Polski B na Uniwersjadzie w 2007 roku w Bangkoku
- srebrny medal na Uniwersjadzie w 2005 roku w Izmirze
- 4-te miejsce w finale Pucharu Europy Top Teams — sezon 2005/06

## Nagrody indywidualne
- Najlepsza zagrywająca Pucharu Polski 2012